# Kuta (Bali)
Pour les articles homonymes, voir Kuta.
Kuta est une commune (kelurahan) de la province de Bali, en Indonésie.

## Histoire
Au XIXe siècle, Kuta est sans doute le plus remarquable des ports balinais. Il doit son essor à Mads Johansen Lange (en), un marchand et aventurier danois qui, de 1839 à 1856, fait de Kuta un port capable de rivaliser avec celui de Singaraja, pourtant bien mieux situé sur la côte nord de Bali, ouverte sur le commerce inter-insulaire et international. Cette prospérité ne survit pas à Lange, et Kuta redevient un simple village de pêcheurs.
Dans les années 1960, Kuta est, avec Katmandou et Kaboul, l'un des « 3 K », destinations des hippies sur les routes d'Asie.[réf. souhaitée] Le développement du tourisme a depuis lors contribué à transformer en ville moderne ce qui était encore dans les années 1950 un village de pêcheurs.

## Administration
Kuta est le chef-lieu (ibu kota) du kecamatan (canton) du même nom dans le kabupaten (département) de Badung.

## Transports
- Aéroport international de Denpasar.
- Ferry au départ de Java.

### Galerie d'images

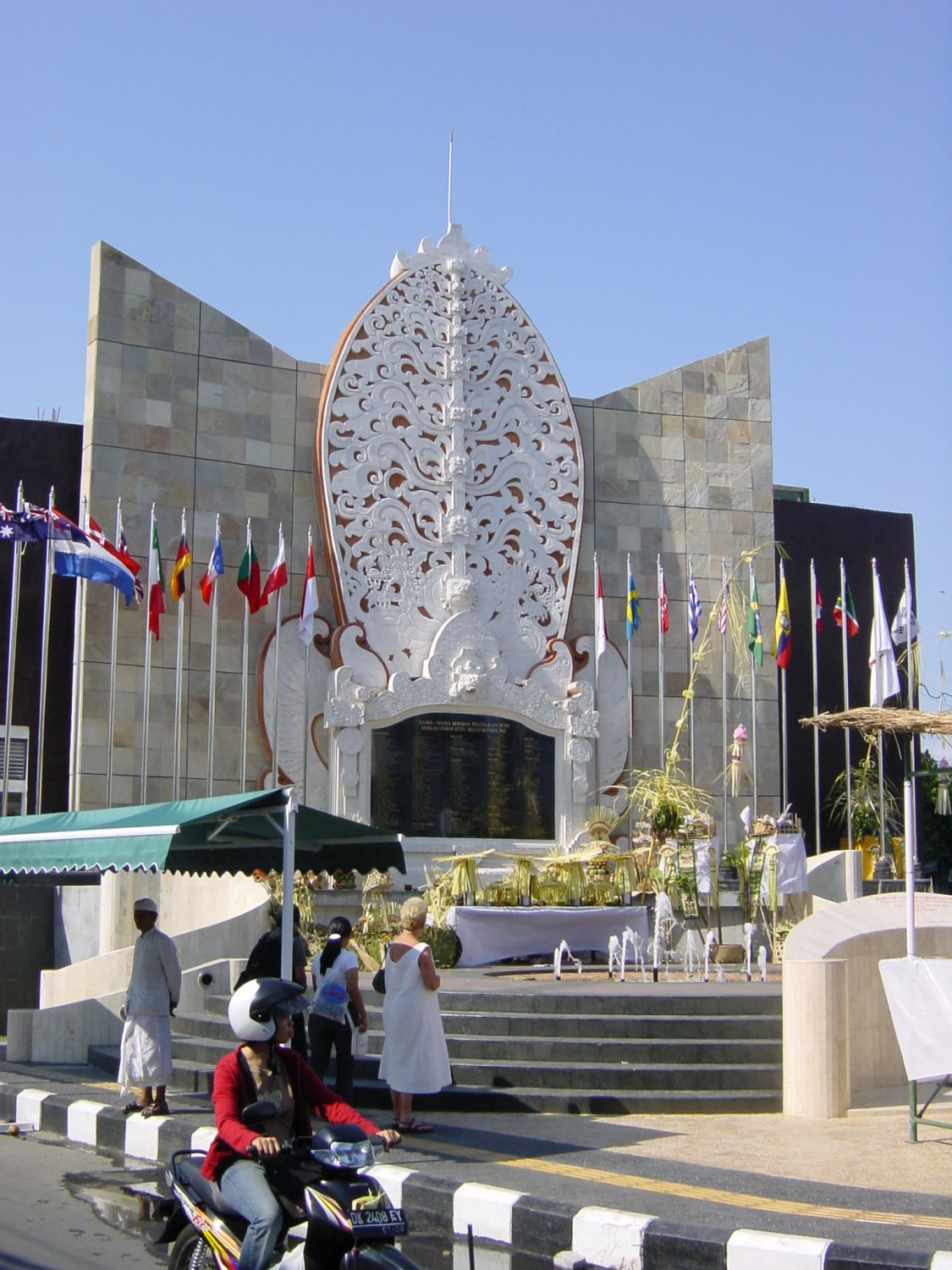
Monument commémoratif des attentats du 12 octobre 2002 à Kuta
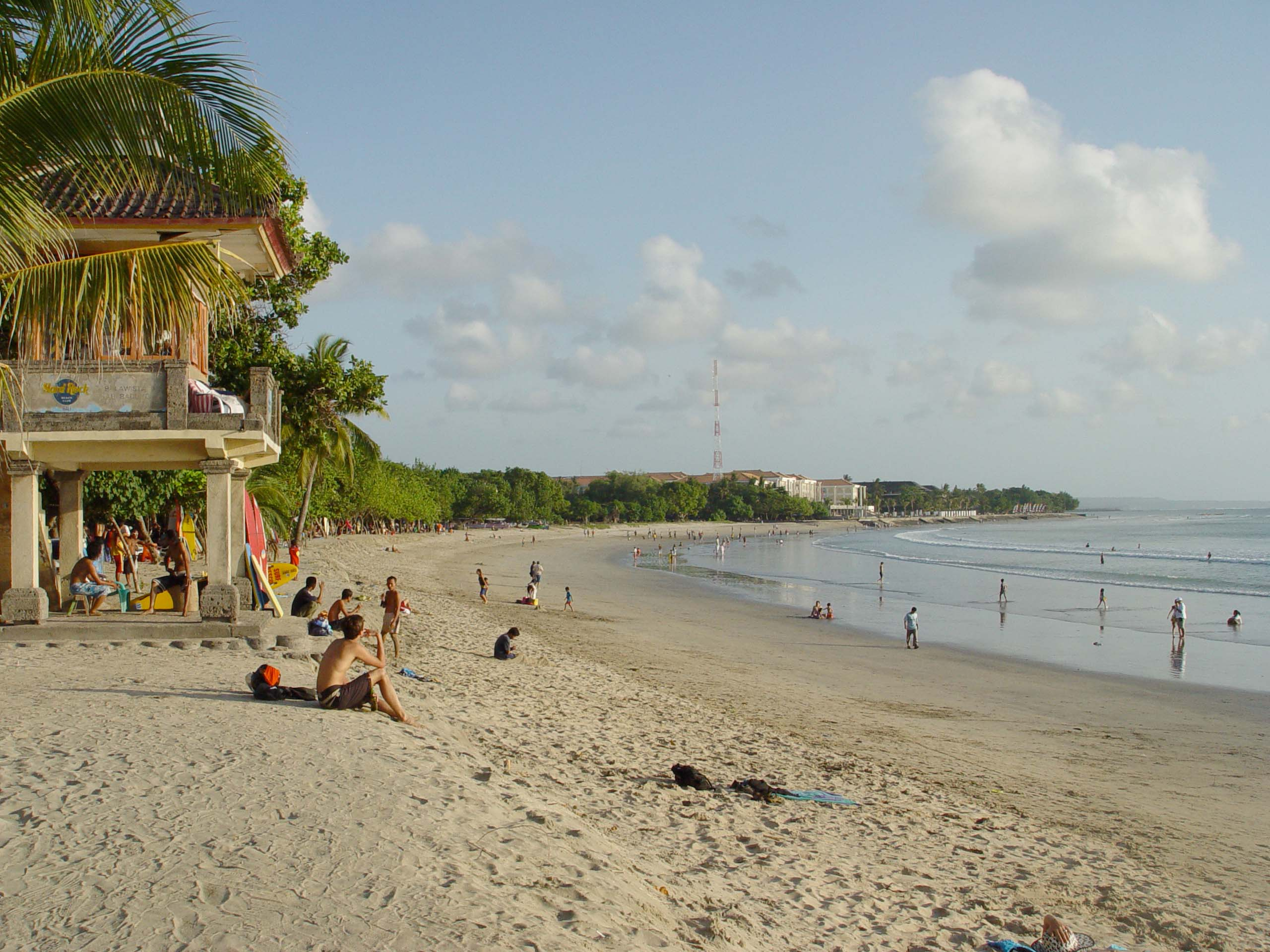
Plage de Kuta
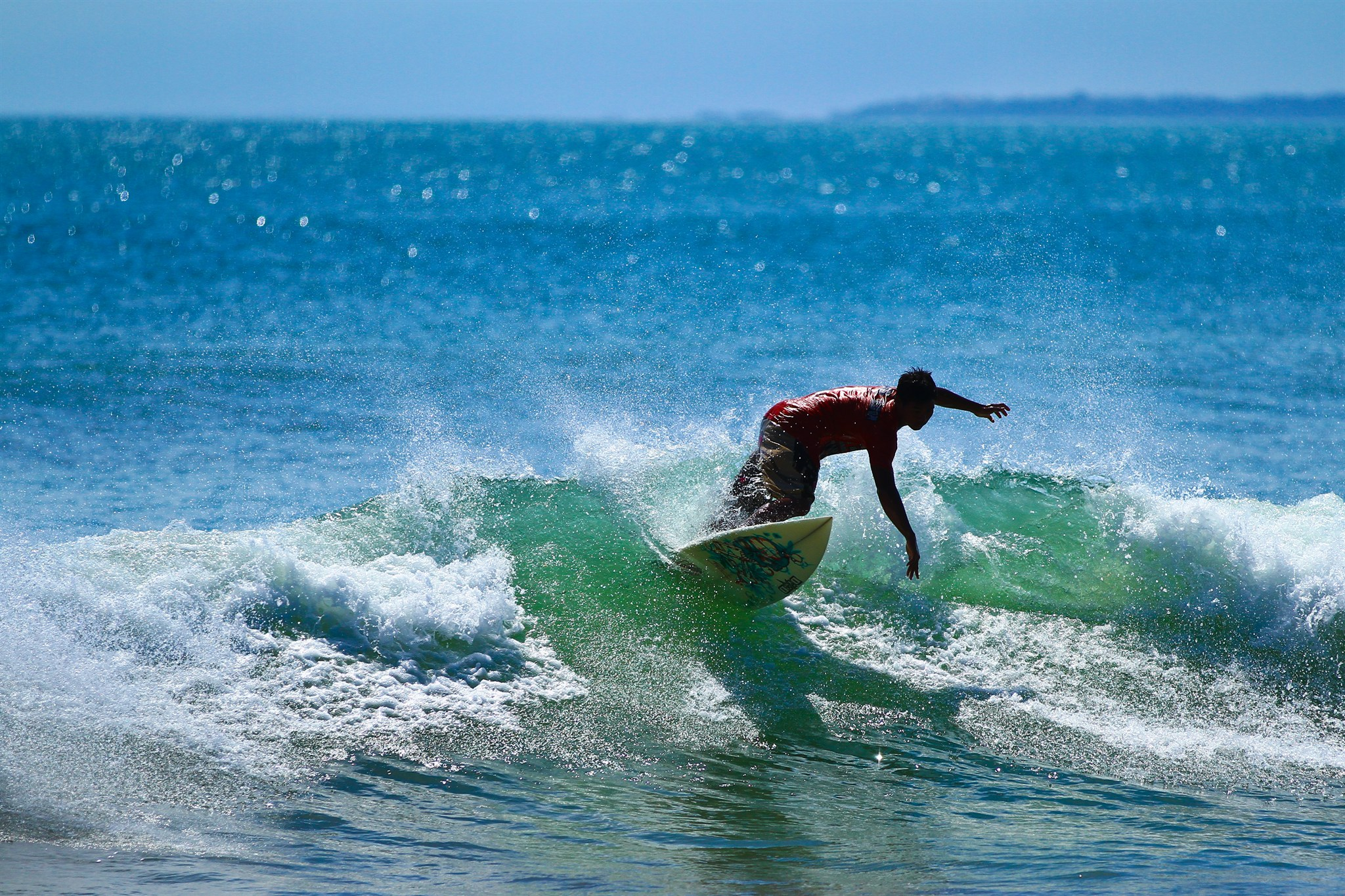
Un surfeur à Kuta Beach
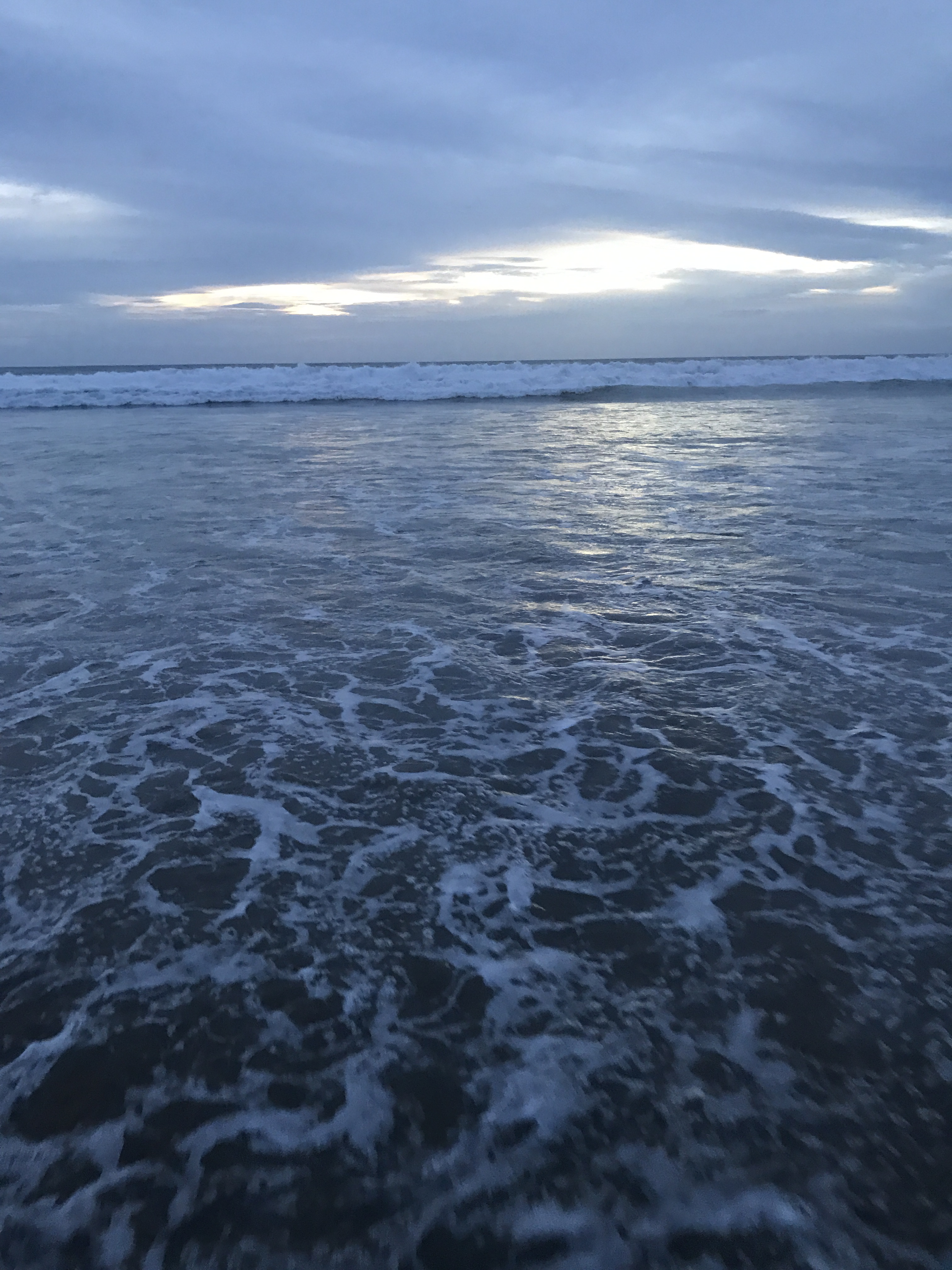
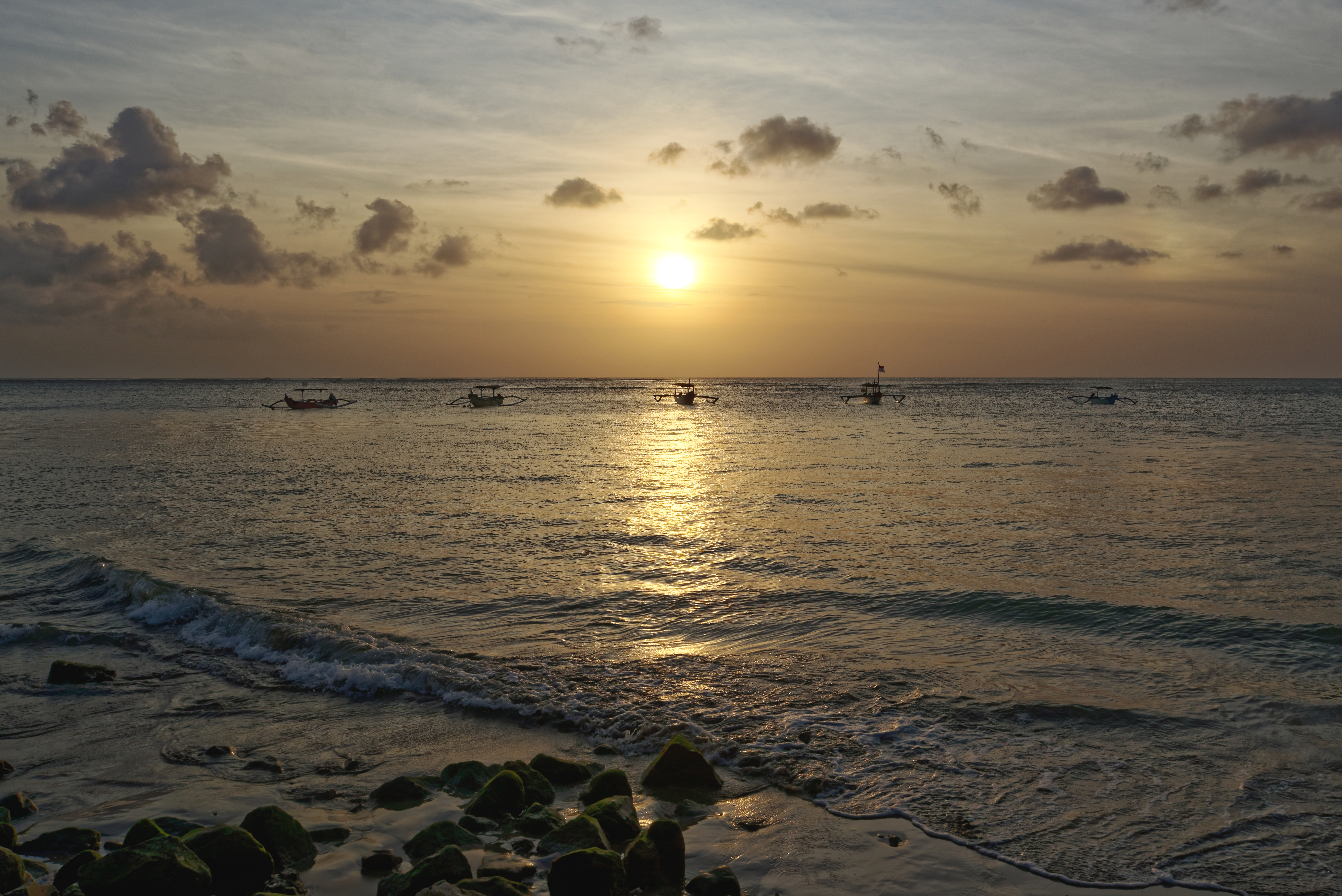
Coucher de Soleil à Kuta sur la mer de Bali. Aout 2022.